# MRC-5
 MRC-5  (cepa celular 5 del Consejo de Investigación Médica de Reino Unido), que forma parte de las llamadas líneas celulares humanas, es una línea de cultivo de células diploides compuesta de fibroblastos, desarrollada originalmente a partir del tejido pulmonar de un feto varón caucásico abortado de 14 semanas de edad. La línea celular fue aislada por J. P. Jacobs y sus colegas en septiembre de 1966 a partir de la séptima duplicación de la población de la cepa original, y se sabe que las células MRC-5 mismas alcanzan la senescencia en alrededor de 45 duplicaciones de población.

## Contenido
Las células MRC-5 se utilizan actualmente para producir varias vacunas, incluidas las de la hepatitis A , la varicela,  la poliomielitis .

## Sociedad y cultura
Durante la Pandemia de COVID-19 erróneamente identificaron MRC-5 como un ingrediente de la vacuna AZD1222. La línea celular fetal usada en la manufactura de AZD1222 es HEK 293, pero las células son removidas via filtración del producto final .